# テネシー川流域開発公社
テネシー川流域開発公社（テネシーがわりゅういきかいはつこうしゃ、英: Tennessee Valley Authority、略称: TVA）は、1933年に、アメリカ大統領フランクリン・ルーズベルトが、世界恐慌の対策として実施したニューディール政策の一環として、テネシー川流域の総合開発を目的として作られ、失業率対策として行われたアメリカ政府による公共事業、また、アメリカ政府の機関である。
本部はテネシー州ノックスビルに置く。

## 概要
32個の多目的ダムなどの建設を中心とした総合開発で、失業者を大量に吸収し、賃金を支払い、購買力を向上させようとした。効果は限定的であったといわれるが、州など地方自治体レベルで放置されていたアメリカ南部の貧困に対し、電力供給、マラリアの撲滅、図書館の建設などによって国家的レベルでそれを不可逆的に断ち切らせたとして評価する意見もある。また、世界最初の地域開発でもある。
2018年時点でも公社は多数のダムや水力、火力発電所に加え、3箇所で原子力発電所を運営している。2016年10月には、ワッツバー原子力発電所の2号機が営業運転を開始。アメリカ国内では20年ぶりの原子力発電所の新設となった。発電した電力は地元の配電会社を通じ、テネシー州やアラバマ州などの7つの州の約900万人に電力を供給している。
近年、水力発電の衰退などで採算が悪化しており、オバマ政権が2014年度の予算教書で売却を含めた見直しの方針を打ち出すなど、民営化が検討されているが、地元から反発が広がっている。